# Дугаров, Даши-Нима Дугарович
Даши-Нима Дугарович Дугаров (бур.  Дугарай Дашанима;  
27 апреля 1933 — 23 ноября 2001) — советский и российский живописец. Народный художник РСФСР (1982), член-корреспондент Российской академии художеств (2001).

## Биография
Даши-Нима Дугаров родился 27 апреля 1933 года в улусе Амитхаша Агинского района Агинского Бурятского автономного округа. В 1948—1950 годах посещал художественную школу в Чите, затем с 1950 по 1952 год учился в Иркутском художественном училище, а с 1952 по 1955 — в средней художественной школе в Ленинграде. В 1962 году окончил Ленинградский институт живописи, скульптуры и архитектуры им. И. Е. Репина, где его преподавателями были А. Д. Романычев и Ю. М. Непринцев.
Жил и работал в Улан-Удэ. В 1964 году стал членом Союза художников СССР. В 1974—1990 годах был председателем правления Союза художников Бурятской АССР. С 1990 по 2001 год руководил центром национальной культуры Бурятского народа. С 1991 по 2001 год являлся президентом Всебурятской Ассоциации развития культуры.
В 1993 году стал преподавать в собственной школе-студии «Буряад-зураг» в Улан-Удэ, также работал преподавателем в Художественном лицее № 38 Иволгинска. В 1996 году стал организатором и преподавателем в художественных школах-мастерских посёлков Исток и Никольский близ Улан-Удэ. В 1992—1996 годах принимал участие в реставрации Агинского дацана и Цугольского дацана.
С 1960 года принимал участие в областных, зональных, республиканских, всесоюзных, международных художественных выставках. Состоялось 6 его персональных выставок.

## Награды и звания
- Народный художник РСФСР (1982)[2]
- Заслуженный художник РСФСР (1976)[2]
- Заслуженный деятель искусств Бурятской АССР (1972)[2]
- Государственные премии Бурятской АССР (1967, 1979)[2]
- Премия Совета Министров СССР (1985)[2]
- Орден «За заслуги перед Отечеством»» IV степени (1998)[2]
- Орден Дружбы народов (1991)[2]
- Серебряная медаль Монголии «Найрамдал» (1993)[2]